# Leiosella silicata
Leiosella silicata är en svampdjursart som först beskrevs av Lendenfeld 1885.  Leiosella silicata ingår i släktet Leiosella och familjen Spongiidae. Inga underarter finns listade i Catalogue of Life.